# 866
866 foi um ano comum do século IX, que teve início e fim a uma terça-feira, no Calendário juliano. A sua letra dominical foi F.
| Ano completo                       |
| ---------------------------------- |
| Ano comum com início à terça-feira |

## Eventos
- Início do reinado de Afonso III de Leão, que dura até 910 com a conquista da faixa ocidental da Península Ibérica até ao Mondego; repovoamento de Portucale, Coimbra, Viseu, Lamego e Leão.

## Nascimentos
- 19 de Setembro - Leão VI, o Sábio m. 866 Imperador bizantino.

## Mortes
- Ordonho I das Astúrias.
- Gatón de Bierzo, foi condes de Bierzo.